# پرواز ۱۱۴۵ هواپیمایی سوسولیسو

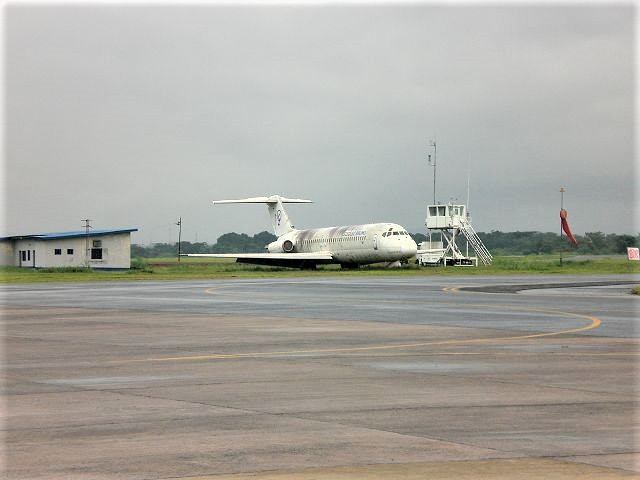
هواپیمای مشابه، DC 9-30، از خطوط هوایی سوسولیسو در فرودگاه انوگو

پرواز ۱۱۴۵ هواپیمایی سوسولیسو (SO1145/OSL1145) یک پرواز مسافربری داخلی نیجریه از پایتخت نیجریه، ابوجا (ABV) به بندر هارکورت (PHC) بود. حدود ساعت ۱۴:۰۸ به وقت محلی (۱۳:۰۸ UTC) در ۱۰ دسامبر ۲۰۰۵، پرواز ۱۱۴۵ از ابوجا در فرودگاه بین‌المللی پورت هارکورت به زمین نشست. هواپیمای مک دانل داگلاس دی سی-۹–۳۲ با ۱۱۰ سرنشین به زمین برخورد کرد و شعله‌ور شد. بلافاصله پس از سقوط، هفت نفر نجات یافتند و به بیمارستان منتقل شدند، اما تنها دو نفر زنده ماندند.
این دومین فاجعه هوایی بود که در کمتر از سه ماه در نیجریه رخ داد، پس از پرواز شماره ۲۱۰ خطوط هوایی بل ویو که در ۲۲ اکتبر ۲۰۰۵ به دلایل نامعلوم سقوط کرد و تمام ۱۱۷ سرنشین هواپیما کشته شدند. این اولین و تنها تصادف مرگبار شرکت بود.
تحقیقات در مورد سقوط توسط دفتر تحقیقات سانحه نیجریه به این نتیجه رسید که این سقوط به تصمیم خلبان برای ادامه فرود در فرودگاه نسبت داده شده‌است، حتی اگر هواپیما حداقل ارتفاع تصمیم را رد کرده باشد. خلبانان تصمیم گرفتند در حالی که در شرایط برشی باد قرار داشتند دور بروند. این تصمیم نیز خیلی دیر بود، زیرا آنها هنوز هواپیما را برای دور زدن پیکربندی نکرده بودند و ارتفاع آنها از قبل خیلی کم بود.